# Fabricio Ferrari
Fabricio Ferrari Barcelo (Santa Lucía, Canelones, 3 de junio de 1985) es un ex ciclista uruguayo que fue profesional entre 2010 y 2020.
Hijo de Diber Ferrari (ciclista que compitió en la década de 1970), siempre estuvo cerca del ciclismo, aunque recién a los 16 años comenzó a competir porque su padre no se lo permitía pues prefería que disfrutara de la niñez.

## Biografía
A los 17 años, Ferrari pasó a la primera categoría del Club Ciclista Alas Rojas, equipo amateur, y allí aunque debió competir con ciclistas ya experimentados logró destacarse.
En 2004 y con 19 años venció en la Vuelta de Flores, sorprendiendo a un pelotón que no lo tenía en sus planes.
En 2005 logró la victoria en la 2.º etapa de la Vuelta Ciclista del Uruguay con final en Rocha y en la clasificación general final culminó en la 25.ª posición.
Emigró a España en 2006 con el apoyo de Agustín Margalef (que ya había estado en España en años anteriores) y el exciclista Héctor Rondán, radicado en España desde su época de corredor. Fichó por el Azysa y en 2007 pasó al Azpiru-Ugarte.
Desde su primer triunfo en Europa (16 de abril de 2006) se coronó ganador del Trofeo Euskaldun y en una ocasión logró el Trofeo Sub-23 de la Federación Vasca. En 2009 sumó los títulos de la Vuelta al Goierri y de la Bizkaiko Bira.
Las buenas actuaciones hicieron que el equipo amateur del Caja Rural lo contratara para la temporada 2009, año en que participó del Campeonato del Mundo de Mendrisio (Suiza). En 2010 al club comenzó con un equipo Continental y Ferrari pasó a formar parte de la plantilla, logrando el 4.º puesto en el Gran Premio de Llodio.
Proveniente de un país llano, progresó en las etapas de montaña destacando más en éstas que en las planas. El año 2011 fue su mejor temporada, logrando dos veces el 5.º puesto en etapas de la Vuelta al Lago Qinghai, carrera que finalizó 10.º. Hizo parte del equipo en la Vuelta a Portugal, donde ganó la clasificación de la montaña y finalizó el año también con un 5.º puesto en el Giro de la Romagna
En 2012 participó en el mundial de ciclismo disputado en Holanda. En la prueba en ruta representó la selección uruguaya y abandonó la carrera, luego de estar presente en una fuga gran parte de la carrera. También estuvo en la contrarreloj por equipos defendiendo al Caja Rural y finalizando 29.º. Previamente fue 7.º en la Clásica de Ordicia.
En 2013 su calendario fue de mayor nivel, participando de carreras UCI WorldTour como la Vuelta al País Vasco y la Clásica de San Sebastián. A principios de agosto, previo a disputar la Vuelta a Burgos (carrera en que ganó la clasificación de las metas volantes), fue anunciado que estaría en el equipo para la Vuelta a España, siendo el segundo ciclista uruguayo en correr la ronda española (luego que Héctor Rondán lo hiciera en 1980) y el primero en finalizarla al acabar en la posición 121.ª.
En 2014 lo más destacado fue la 4.ª posición en la 3.ª etapa de la Vuelta a Castilla y León, finalizando 18.º en la carrera. En 2015 tuvo una temporada sin mayores destaques, 9.º en la 6.ª etapa del Tour de Turquía y 13.º en el Gran Premio Miguel Induráin, fue lo mejor del año que lo acompañó con la 2.ª posición en la clasificación de la montaña de la Ruta del Sur, carrera ganada por Alberto Contador.
En 2016 cumplió su octava temporada en el equipo Caja Rural-Seguros RGA, y comenzó el año con un 7.º puesto en la 3.ª etapa de la Etoile de Bessèges. Luego de ser 9.º en el GP Miguel Induráin, estuvo en el Giro del Trentino donde finalizó 20.º y fue el segundo mejor del equipo. En España sus siguientes compromisos fueron la Vuelta a Asturias y la Vuelta a la Comunidad de Madrid. En Asturias llegó escapado junto a Carlos Betancur a Pola de Lena, final de la segunda etapa y fue batido por el colombiano, siendo esa 2.ª posición su mejor logro hasta el momento, mientras que en la general finalizó décimo. En la Vuelta a Madrid, terminó 5.º en la primera etapa, lo que le valió para finalizar en la misma posición en la general.
Continuando en el equipo Caja Rural-Seguros RGA en 2017, Ferrari acabó tercero en la Vuelta a la Comunidad de Madrid y volvió a ser parte del equipo en la Vuelta a España, finalizando en la 56° posición.
Tras abandonar el conjunto navarro al finalizar el año 2018 y competir con el Efapel y el SSOIS Miogee Cycling Team, al término de la temporada 2020 anunció su retirada.

## Palmarés
2019
- Tour de Panamá, más 1 etapa

## Resultados en Grandes Vueltas y Campeonatos del Mundo
| Carrera         | Carrera         | 2009 | 2010 | 2011 | 2012 | 2013  | 2014 | 2015 | 2016 | 2017 | 2018 | 2019 | 2020 |
| --------------- | --------------- | ---- | ---- | ---- | ---- | ----- | ---- | ---- | ---- | ---- | ---- | ---- | ---- |
|                 | Giro de Italia  | —    | —    | —    | —    | —     | —    | —    | —    | —    | —    | —    | —    |
|                 | Tour de Francia | —    | —    | —    | —    | —     | —    | —    | —    | —    | —    | —    | —    |
|                 | Vuelta a España | —    | —    | —    | —    | 121.º | —    | —    | —    | 56.º | —    | —    | —    |
| Mundial en Ruta | Mundial en Ruta | Ab.  | —    | —    | Ab.  | —     | —    | —    | Ab.  | —    | —    | —    | —    |

—: no participa

Ab.: abandono

## Equipos profesionales
- Caja Rural (2010-2018)
- Efapel (2019)
- SSOIS Miogee Cycling Team (2020)